# Ло Кашо, Франко
Фра́нко Ло Ка́шо (итал. Franco Lo Cascio; 29 августа 1946, Рим) — итальянский кинорежиссёр. Наибольшую известность приобрел своими порнофильмами, которые снимает под именем Луки Дамиано.

## Биография
Начал свою кинокарьеру в 1968 году как ассистент режиссёра Фернандо ди Лео на съемках фильма «Rose rosse per il führer». В 1974 году вышел его первый самостоятельный фильм «Piedino il questurino». Затем снял несколько эротических комедий, а с начала 80-х годов перешел в жанр порно.
В 1987 году впервые выпустил фильм как Лука Дамиано, и с тех пор использует этот псевдоним практически всегда.
Фильмы Дамиано довольно быстро добились международного успеха, чему способствовало использование красочных костюмов и декораций, а также сюжетная интрига.
В 1995 году Дамиано совместно с Джо Д’Амато выпустил фильм «Marco Polo: La storia mai raccontata», который стал единственным порнофильмом, включенным в составляемый известным итальянским кинокритиком Пино Фаринотти справочник «Il Farinotti» (выпуск 2007 года).
В том же году вышел фильм «Amleto — per amor di Ofelia», сценарий которого был написан по мотивам «Гамлета» Шекспира. Диалоги персонажей в большинстве своем представляли стихотворный речитатив. Местом съемок стал средневековый замок Пикколомини в Бальсорано. Фильм получил премию AVN Awards 1996 года как лучший европейский релиз в США.
В фильмах Дамиано снимались такие порнозвезды, как Роберто Малоне, Рокко Сиффреди, Милли Д'Аббраччо, Марина Хедман, Карин Шуберт, Никки Андерсон, Келли Трамп, Оливия дель Рио, Анита Дарк, Никита.
В некоторых своих фильмах играл второстепенные роли или появлялся в камео — так, сыграл самого себя в фильме Давиде Феррарио «Guardami», участвовавшем в программе LVI Венецианского кинофестиваля в 1999 году и основанном на истории жизни Моаны Поцци.
В 2000 году получил приз «Нимфа» за достижения на Международном фестивале эротического кино в Барселоне, а в 2001 году там же — специальный приз «Нимфа» от жюри.
Женат на датчанке Лидии Саблоне, работающей монтажером (фильмы «Valhalla», 1986; «Adam Hart i Sahara», 1990).

## Избранная фильмография
- 1974. Piedino il questurino.
- 1993. Le tre porcelline.
- 1993. Le avventure erotiX di Cappuccetto Rosso.
- 1993. Alice nel paese delle pornomeraviglie.
- 1995. Amleto — per amor di Ofelia.
- 1995. Marco Polo: La storia mai raccontata.
- 1996. Orient Express.
- 1996. Napoleon.
- 1997. Countess Gamiani.
- 1999. Biancaneve… dieci anni dopo.
- 2000. Marylin.